# Souterrain von Kilcloghans
Das (stone-built) Souterrain von Kilcloghans wurde in einem ehemaligen Ringfort im Townland Kilcloghans (irisch Cill Chlocháin) nördlich von Tuam, im Norden des County Galway in Irland entdeckt. Das Souterrain  wurde im Laufe archäologischen Trassenuntersuchungen der geplanten Umgehung von Tuam der N17 (Straße) wiederentdeckt.
Die allein in Irland etwa 40.000 primär eisenzeitlichen runden Einhegungen sind als Duns, Raths oder Ringforts, sowie unter regionalen Bezeichnungen (z. B. Cashel) bekannt. Die auch frühmittelalterlichen Anlagen haben oft Souterrains, die konstruktiv ausgereift sind. Bei Souterrains wird zwischen „earth-cut“, „rock-cut“, „mixed“, „stone built“ und „wooden“ (z. B. Coolcran, County Fermanagh) Souterrains unterschieden. Etwaige Gebäude im zumeist kleinen Inneren der Ringforts waren üblicherweise von einfacher Struktur. 
Das zugehörige Ringfort war im Laufe der Jahre durch Pflügen völlig eingeebnet worden, aber das Souterrain war weitestgehend intakt. Es hat nur einige Eisen- und Kupferartefakte, aber viele Knochen von Pferden, Schafen und Schweinen sowie seltener von Rothirschen und Fischgräten enthalten.